# Dopis do ticha
Dopis do ticha je psychologický román současného českého spisovatele žijícího v Kanadě Zdeňka Hanky. Na příběhu ženatého lékaře a zdravotní sestry vykresluje téma nevěry a jejího tragického dopadu.

## Děj
Zdravotní sestra Linda je zasnoubená s Ludvíkem. Jejich vztah je zdánlivě klidný a vyrovnaný. Linda však podstoupila operaci, při které bylo zjištěno, že trpí vrozenou vadou a má velmi malou šanci na otěhotnění. To zcela ovlivní její myšlení a vnímání okolního světa a promítne se také do vztahu.
Doktor Lang, ženatý lékař, s nímž  Linda pracuje na stejném oddělení, se stane oporou v její těžké situaci. Pracovní vztah velmi rychle přeroste v milostné pouto, které Linda ani Jiří nedokáže přetnout a zastavit ani korigovat jeho projevy. To poznamená rodinu doktora Langa i chod celého oddělení, neboť vztah již nelze ani utajit. Lehkomyslné hry však přerostou v životní kolizi zprávou o Lindině otěhotnění. 
Doktor Lang není schopen situaci řešit, což se projeví na jeho pracovním výkonu. Dříve respektovaný lékař ztrácí pevnou půdu pod nohama,  nedokáže vystupovat profesionálně a dát svému životu znovu řád. Do této situace navíc vstoupí tragická událost, která doktora Langa přivede na cestu drogové závislosti.
Dramatickým příběhem prostupuje ve formě dopisu rozhovor Jiřího s paní Patris, z něhož  lze vyčíst varovné signály. Ty však doktor Lang nebyl ochoten akceptovat a zmírnit dopad svého konání. 

## Hlavní postavy
- Jiří Lang - respektovaný novorozenecký lékař, ženatý muž
- Eva Langová - manželka Jiřího
- Linda - zdravotní sestra, mladá žena toužící po dítěti a fungujícím vztahu
- Ludvík - Lindin partner
- paní Patris - postava opředená tajemstvím

## Idea
Psychologický román analyzuje z mnoha úhlů pohledu myšlení člověka, který vnitřně bojuje s tragickými důsledky svých činů. 